# Wahlen in den Neuen Hebriden 1979
Wahlen in den Neuen Hebriden 1979 (englisch: General elections) wurden am 14. November 1979 in den Neuen Hebriden (später: Vanuatu) durchgeführt. Dies waren die letzten Wahlen vor der Unabhängigkeit des Kondominiums im folgenden Jahr. Die Vanua’aku Pati gewann die Wahlen und 25 der 39 Sitze zusammen mit ihrer Partnerpartei Natui Tanno, welche einen Sitz erringen konnte. Die Wahlbeteiligung lag bei 90,3 %.

## Hintergrund
Vor den Wahlen bildete sich die New Hebrides Federal Party aus Mitgliedern der Union of Moderate Parties (Tanunion) und der Natatok Indigenous People’s Democratic Party, sowie von Mitgliedern der Nagriamel.

## Wahlsystem
Die 39 Mitglieder der Legislative wurden aus 15 Wahlkreisen gewählt.

## Ergebnisse
| Partei                            | Partei                            | Stimmen | %     | Sitze |
| --------------------------------- | --------------------------------- | ------- | ----- | ----- |
|                                   | Vanua’aku Pati                    | 28.636  | 60,77 | 25    |
|                                   | New Hebrides Federal Party        | 5.742   | 12,19 | 5     |
|                                   | Moderate Party                    | 2.731   | 5,8   | 2     |
|                                   | Namangi-Aute                      | 1.985   | 4,21  | 1     |
|                                   | Jon Frum Movement                 | 1.050   | 2,23  | 1     |
|                                   | Kapiel                            | 985     | 2,09  | 1     |
|                                   | Natui Tanno                       | 719     | 1,53  | 1     |
|                                   | Kastom                            | 683     | 1,45  | 0     |
|                                   | Natatok                           | 640     | 1,36  | 0     |
|                                   | Tabwemasana                       | 155     | 0,33  | 0     |
|                                   | Independents                      | 3.796   | 8,06  | 2     |
|                                   |                                   |         |       |       |
| Gültige Stimmen                   | Gültige Stimmen                   | 47.122  | 99,12 |       |
| Ungültige Stimmen                 | Ungültige Stimmen                 | 418     | 0,88  |       |
| Gesamt                            | Gesamt                            | 47.540  | 100   | 39    |
| Nichtwähler                       | Nichtwähler                       | 5.096   | 9,68  |       |
| Wahlberechtigte / Wahlbeteiligung | Wahlberechtigte / Wahlbeteiligung | 52.636  | 90,32 |       |

## Nachwirkungen
Nachdem angekündigt worden war, dass die Vanua’aku Pati auch die Mehrheit in der Regional Assembly von Espiritu Santo errungen hatte, stürmten Anhänger von Nagriamel und von Tabwemasana bewaffnet auf die Straßen und bedrohten Einwanderer, dass sie die Insel verlassen sollten. Fast 360 Menschen suchten Schutz auf dem Gelände der anglikanischen Kirche und ca. 350–500 Personen flohen von der Insel.
Am 29. November wählte die Representative Assembly Walter Lini als Chief Minister. Lini errang 26 Stimmen, sein Konkurrent Gérard Leymang nur drei; drei Abgeordnete enthielten sich und sieben MHAs von Espiritu Santo boykottierten die Sitzung und behaupteten, es habe Wahlbetrug gegeben.
| Position                                                   | Abgeordneter                        |
| ---------------------------------------------------------- | ----------------------------------- |
| Chief Minister Justizminister                              | Walter Lini                         |
| Stellvertretender Chief Minister Innenminister             | Ati George Sokomanu (George Kalkoa) |
| Bildungsminister                                           | Donald Kalpokas                     |
| Finanzminister                                             | Kalpokor Kalsakau                   |
| Gesundheitsminister                                        | George Worek                        |
| Minister für Land                                          | Sethy Regenvanu                     |
| Minister für Natürliche Ressourcen                         | Thomas Reuben                       |
| Minister für Soziales                                      | Willie Korisa                       |
| Minister für Transport, Kommunikation und Zivile Luftfahrt | John Naupa                          |